# Stenoterommata platensis
Espèce
Synonymes
- Brachythele argentina Simon, 1897
- Pselligmus argentinensis Schiapelli & Gerschman, 1958

Stenoterommata platensis est une espèce d'araignées mygalomorphes de la famille des Pycnothelidae.

## Distribution
Cette espèce est endémique d'Argentine. Elle se rencontre dans les provinces de Buenos Aires d'Entre Ríos et de Misiones.

## Description
Le mâle syntype mesure 10,5 mm et la femelle syntype 17 mm
Le mâle décrit par Goloboff en 1995 mesure 13,75 mm et la femelle 19,90 mm.

## Étymologie
Son nom d'espèce, composé de plat[a] et du suffixe latin -ensis, « qui vit dans, qui habite », lui a été donné en référence au lieu de sa découverte, le Río de la Plata.

## Publication originale
- Holmberg, 1881 : Géneros y especies de arácnidos argentinos nuevos ó poco conocidos 1. Anales de la Sociedad Científica Argentina, vol. 11, p. 125-133 (texte intégral).